# Варта (активний захист)

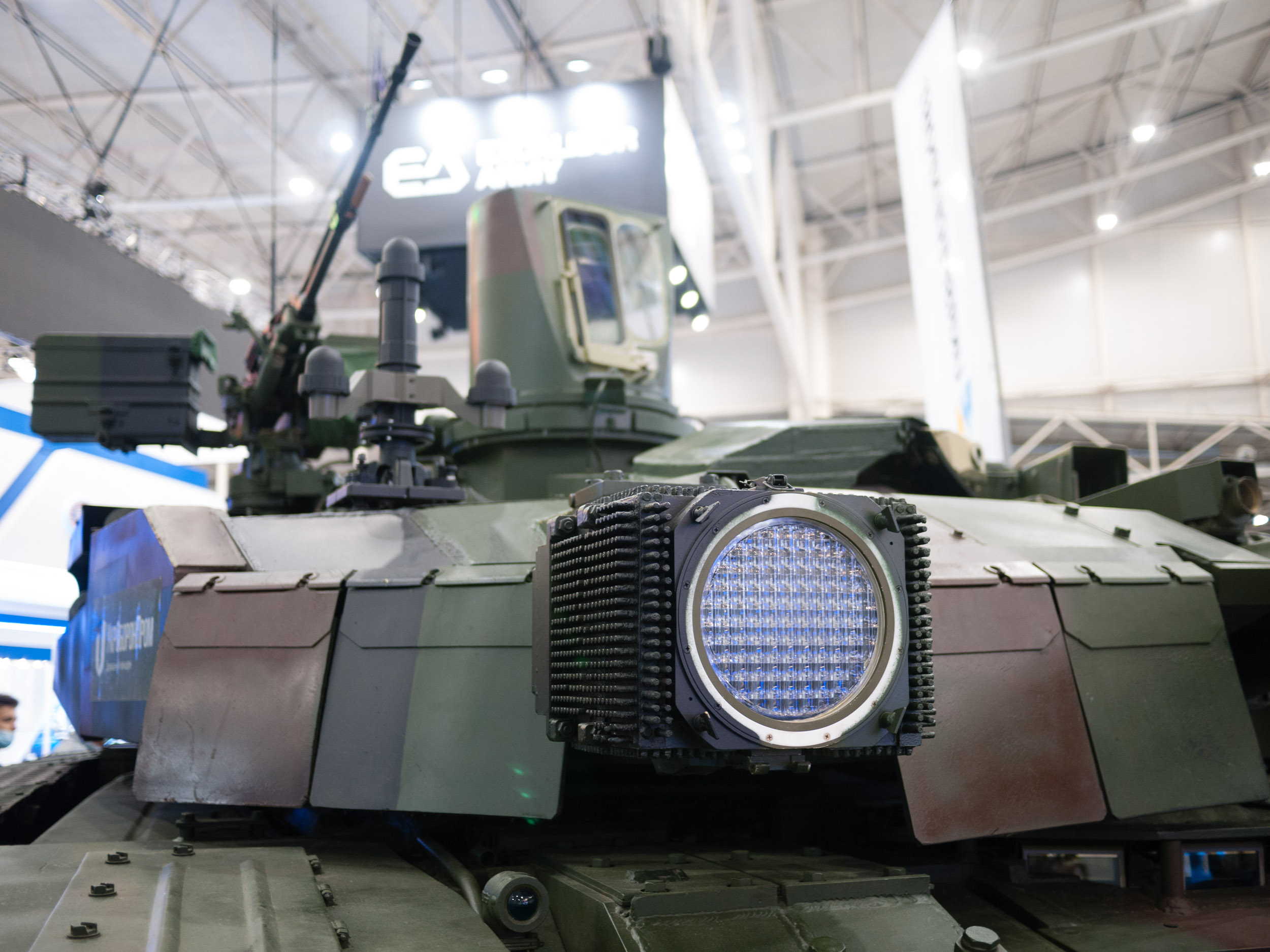
«Варта» на танку БМ «Оплот». Виставка «Зброя та безпека 2021».

«Варта» — український комплекс оптико-електронної протидії (КОЕП), що попереджає про наведення високоточних боєприпасів з лазерною системою керування, й активує постановку димової/аерозольної завіси навколо танку. Система встановлення аерозольної завіси складається з 12 пускових установок та пульту керування з можливістю вибору режиму роботи системи: автоматичний, напівавтоматичний або ручний. Аерозольні гранати здатні поставити завісу, за яку противник, навіть використовуючи тепловізор, не зможе «заглянути». «Варта» також зриває наведення ПТКР з інфрачервоною ДБН (головкою самонаведення) за рахунок встановлення інфрачервоних (світлових) перешкод.
За даними розробників, «Варта» здатна забезпечити зрив атаки ракет Hellfire та Maverick, а також 155-мм коректованого артилерійського снаряда Copperhead. Вона також протидіє ПТРК з інфрачервоними координаторами, такі як HOT, TOW, Milan, Dragon тощо.
81-мм димові аерозольні гранати ГД-1 для КОЕП «Варта» розроблені та виготовляються державним НДІ хімічних продуктів (м. Шостка).
КОЕП «Варта» становить активний захист танків Т-84, БМ «Оплот» та Т-64Е.